# Senhor Roubado (metrostation)
Senhor Roubado is een metrostation aan de Gele lijn van de Metro van Lissabon. Het station is geopend op 29 maart 2004.
Het is gelegen aan de Rua do Senhor Roubado.